# Carretera de Nebraska 43
La Carretera de Nebraska 43, y abreviada NE 43 (en inglés: Nebraska Highway 43) es una carretera estatal estadounidense ubicada en el estado de Nebraska. La carretera inicia en el Sur desde la NE 41  noroeste de Adams hacia el Norte en la US 34  en Eagle. La carretera tiene una longitud de 48,6 km (30.22 mi).

## Mantenimiento
Al igual que las autopistas interestatales, y las rutas federales y el resto de carreteras estatales, la Carretera de Nebraska 43 es administrada y mantenida por el Departamento de Carreteras de Nebraska por sus siglas en inglés NDOR.

## Cruces
La Carretera de Nebraska 43 es atravesada principalmente por la  NE 2  concurrentes entre Bennet y Palmyra.